# Легари, Фарук
Сардар Фарук Ахмад-хан Легари (урду سردار فاروق احمد خان لغاری‎; 29 мая 1940, Чоти Зарин, Британская Индия — 20 октября 2010, Равалпинди, Пенджаб) — пакистанский государственный деятель, президент Пакистана (1993—1997).

## Биография
Родился в Британской Индии, в семье министра и богатого землевладельца белуджского происхождения Мухаммад-хана Легари. Фарук учился в Лахоре и в колледже святой Екатерины в Оксфорде, после чего стал чиновником в Восточном Пакистане. Смерть отца вынудила его вернуться, чтобы принять титул главы рода.
Легари вступил в Пакистанскую народную партию, а после ареста Зульфикара Али Бхутто фактически возглавил её. При Зия-уль-Хаке он и сам неоднократно лишался свободы, зато в 1993 года был вознаграждён, став при поддержке своей партии сначала министром иностранных дел, а затем — президентом Пакистана.
Большую часть президентства Легари премьер-министром при нём была Беназир Бхутто. Ей удалось добиться некоторых экономических успехов, однако они сопровождались сильной коррупцией. В 1996 году Легари уволил Бхутто и разогнал парламент.
Новый премьер, Наваз Шариф, боролся за ограничение власти президента и в 1997 году потребовал от него уволить своего противника, судью Сайяда Али Шаха. Согласно букве закона, президент не мог отказать главе правительства в подписании такого указа, и Легари подал в отставку.
После ухода он продолжил политическую деятельность в новой партии «Миллат» и «Пакистанской мусульманской лиге», с которой избирался в парламент в 2002 году. Выступал против американского билля Керри-Лугара. Один из сыновей Легари стал сенатором, а другой — министром.